# Francisco Zumaqué
Francisco Zumaqué (* 18. Juli 1945 in Cereté bei Montería, Kolumbien) ist ein kolumbianischer Musiker. Sein Vater, Francisco Zumaqué Sr. war als Musiker tätig und leitete eine Band. Dadurch kam der junge Francisco sehr früh in Kontakt mit der Musik.
Nach einem sehr guten Universitätsabschluss an der Universidad Nacional in Bogotá erhielt er ein Stipendium, um am Amerikanischen Konservatorium in Fontainebleau, Frankreich als Postgraduate unter Nadia Boulanger zu lernen. Nadia Boulangers Leitlinie war bereits bei Künstlern wie Astor Piazzolla erfolgreich gewesen: Sich zu seiner eigenen musikalischen Tradition bekennen, ohne die Mittel der zeitgenössischen Musik außer Acht zu lassen. Dies wurde ebenfalls zu Zumaqués Leitmotiv, sowohl in der E- als auch in der U-Musik. Diese Zweigleisigkeit nutzte auch Zumaqué, um sowohl junge, innovative Elemente zu testen und für ernste Werke zu adaptieren, wie auch um populäre Latino-Musik für Herz und Kopf zu erschaffen.
Seine musikalische Karriere enthält Höhepunkte wie die Uraufführung seines Oratorio de la paz (Oratorium für den Frieden) 1985 beim Treffen der Organisation der Amerikanischen Staaten in Cartagena, Kolumbien, seine 1983 uraufgeführte Oper Simón, zu Ehren des Befreiers des nördlichen Bereiches Südamerikas Simon Bolivar, oder seine Vertonung der Verfilmung der Novelle von Gabriel García Márquez „La mala hora“.
Zumaqué fühlte sich in verschiedenen Genres zuhause. So hat er in Frankreich von 1971 bis 1977 mit Pierre Schaeffer und Guy Reibel im Bereich der elektroakustischen Musik gearbeitet. Von 1979 bis 1981 war er als Komponist und Arrangeur des Orchesters der Fania All-Stars in den Vereinigten Staaten tätig. Eklektisch wie sein Werk erscheinen kann, hat er stets danach gestrebt, die reiche Vielfalt der lateinamerikanischen Musiktradition zu einem Stück Weltkultur zu machen.
Von 1986 bis 1990 war Francisco Zumaqué als Kulturattaché der kolumbianischen Botschaft in der damaligen Bundeshauptstadt Bonn tätig.

## Diskographie
- 1974 El canto Libre, LP, Los Machucambos. Daro

- 1977 Misa Sacerdotalis, LP, Caja Vocacional

- 1978 Francisco Zumaqué, LP, Francisco Zumaqué. Daro

- 1981 El canto Libre, LP, Los Machucambos. Discomoda

- 1981 Páginas de mujer, Eddie Palmieri, CD, Música Latina Intl.

- 1982 La Búsqueda, Dir.: Francisco Zumaqué, RCA Records

- 1983 Homenaje a José Barros, LP, Orquesta Filarmónica de Bogotá. Discos Orbe

- 1984 Mi canción de Juventud, Francisco Zumaqué, LP, Coldeportes

- 1984 Macumbia, LP, Grupo Macumbia, Dinr: Francisco Zumaqué. Fonosema Discos

- 1985 Colombia Caribe, LP, FESTIVAL MUSICA DEL CARIBE, Cartagena

- 1985 Homenaje a Lucho Bermúdez, LP, Orquesta Filarmónica de Bogotá. Discos Orbe

- 1986 Zumaqué Caribe, LP, Francisco Zumaqué. Discos Fuentes

- 1989 Francisco Zumaqué, LP, Grupos de la orquesta Filarmónica de Bogotá. Daro

- 1988 Dúo Contemporáneo de Holanda, LP, Henrry Bok y Ever Lemair, Fondo Cultural Cafetero

- 1989 Música de cámara para vientos y percusión, LP, Philips

- 1990 Dale Colombia Dale, LP, E. Zumaqué. FM Discos

- 1991 Baila Caribe Baila, CD, Francisco Zumaqué. Tropical music

- 1991 Afromanía Caribe, CD

- 1992 Zumaqué Caribe, CD, Francisco Zumaqué. Discos Fuentes

- 1993 Génesis, Clásicos Colombianos S XX, vol. III, CD, Orquesta Sinfònica de Colombia, Colcultura

- 1993 Voces Caribes, CD, Francisco Zumaqué y Super Macumbia. Tropical music

- 1994 Rituales, CD, Francisco Zumaqué. Tropical music

- 1995 Son de mi Gente, CD, Francisco Zumaqué, Orquidea Records International

- 1996 Sinú, Duo contemporáneo de Holanda, vol. 2, CD, Convenio Andrés Bello

- 1997 „Cumbialma“, CD, Francisco Zumaqué

- 1998 Onomá, Eleguá Conciertos Colombianos vol. 1, CD, Ministerio de Cultura

- 1998 Cumbialma, CD, Francisco Zumaqué. Solidarte

- 1998 Cumbialma, CD, Francisco Zumaqué. Tropical music

- 1998 Juana Inés, Coro Infantil y Juvenil de Colombia, CD Ministerio de Cultura

- 1998 Fantasía Caribe, CD, Francisco Zumaqué y la Banda Sinfónica Nacional de Colombia. Ministerio de Cultura

- 2000 Fascinación Caribe, CD, Orquesta Fascinación Caribe. Zumaqué Music

- 2001 Fascinación Caribe, CD, Orquesta Fascinación Caribe. Fonocaribe

| Personendaten    | Personendaten                  |
| ---------------- | ------------------------------ |
| NAME             | Zumaqué, Francisco             |
| ALTERNATIVNAMEN  | Zumaque, Francisco             |
| KURZBESCHREIBUNG | kolumbianischer Musiker        |
| GEBURTSDATUM     | 18. Juli 1945                  |
| GEBURTSORT       | Cereté bei Montería, Kolumbien |